# Drible da foca
O drible da foca é um drible utilizado no futebol, que consiste em conduzir a bola aplicando embaixadinhas com a parte frontal da cabeça, em um movimento semelhante ao realizado pelas focas ao brincarem com bolas em parques. Este drible requer habilidade avançada, tanto para o atacante conduzir a bola em linha reta, como para o defensor conseguir interceptar ela legalmente. A maioria das tentativas que acontecem nas partidas profissionais de futebol resultam em faltas e infrações graves.
O jogador brasileiro Kerlon ficou mundialmente conhecido por aplicar este drible. Em um caso famoso, enquanto jogador do Cruzeiro, em um clássico contra o Atlético, Kerlon foi aplicar o drible e sofreu uma falta grave do defensor Coelho. O caso foi julgado no Superior Tribunal de Justiça Desportiva e Coelho penalizado com 120 dias de suspensão, tendo sua pena sido reduzida para cinco jogos.
O atacante italiano Marco Nappi também utilizou este drible e tornou-se reconhecido internacionalmente. Ele o fez na semifinal da Copa da UEFA de 1989–90, contra o Werder Bremen, onde progrediu a distância de 40 metros aplicando o drible da foca.
Outro que usou a técnica foi Ángel Romero, jogador do Corinthians, em clássico com o Palmeiras, no Brasileirão de 2018.